# Рыбацкие ворота

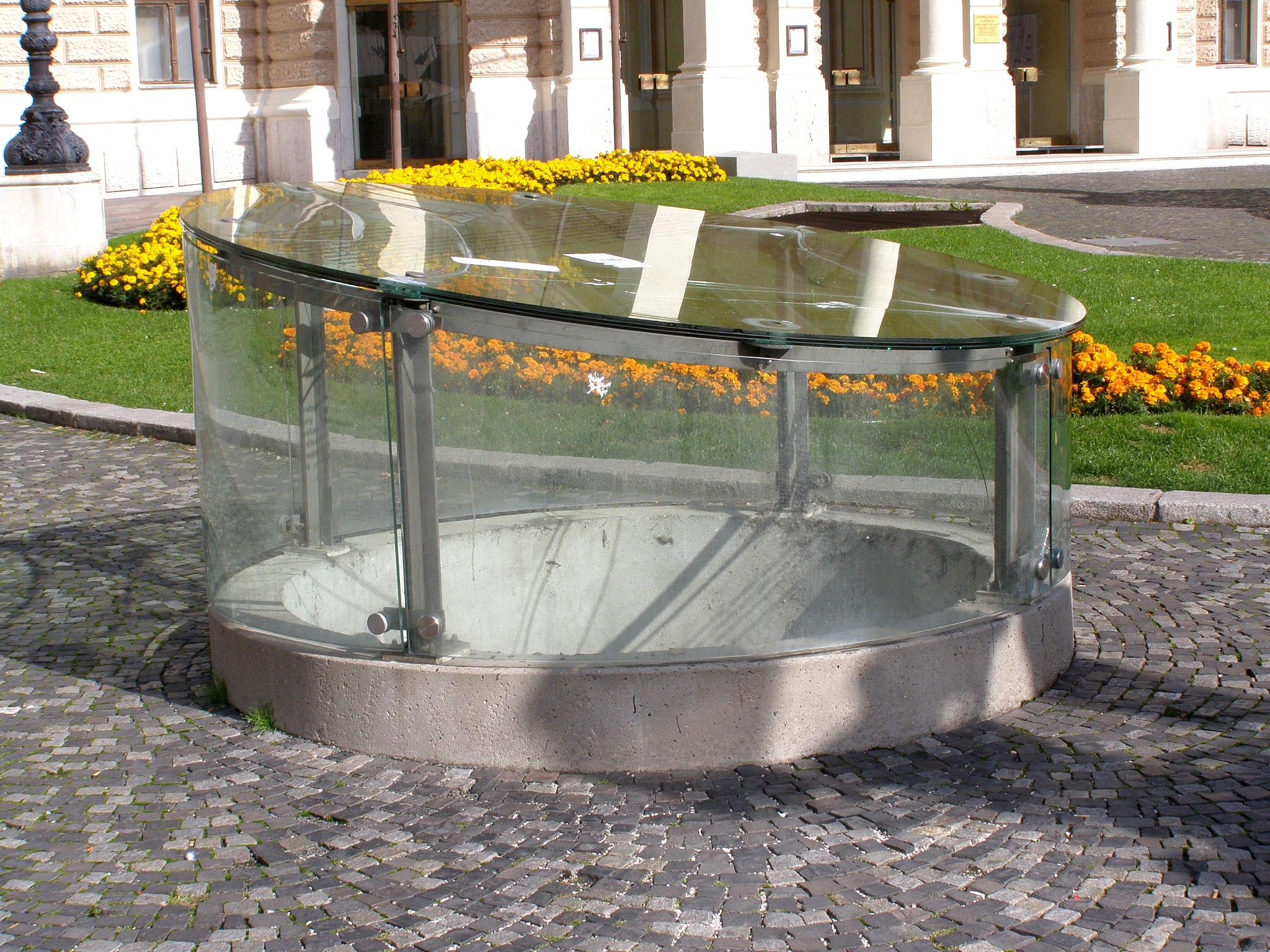
Вид на остатки кладки перед Рыбацкими воротами

Рыбацкие ворота — одни из четырёх оборонных ворот Братиславы. Это были самые молодые и самые маленькие ворота построенные, вероятно, в середине XIV века и соединяли город с пригородами, где жили ремесленники, рыбаки, мясники и так далее. В 1529 во время турецкого вторжения были замурованы, остался лишь маленький проход для пешеходов. Ворота должны были быть восстановлены в 1717 году, и предполагалось переименовать их в Белградские, но в конце концов оставили старое название. Окончательно ворота были восстановлены в 1754—1756 годы. Во времена правления Марии Терезии ворота переименовали в Терезианские ворота. И в 1776 ворота были снесены по приказу Марии Терезии. Остатки кладки ворот обнаружили в 1990 году.